# جان-لويس ريتشي
جان-لويس ريتشي (بالفرنسية: Jean-Louis Ricci)‏ هو سائق سباق فرنسي، ولد في 22 فبراير 1944 في بولون-بيانكور في فرنسا، وتوفي في 27 فبراير 2001.

## روابط خارجية
- جان-لويس ريتشي على موقع DriverDB.com (الإنجليزية)